# 68410 Ніколс
68410 Ніколс (68410 Nichols) — астероїд головного поясу, відкритий 16 серпня 2001 року.
Тіссеранів параметр щодо Юпітера — 3,368.